# Pseudoclodia bimaculata
Pseudoclodia bimaculata is een keversoort uit de familie boktorren (Cerambycidae). De wetenschappelijke naam van de soort is voor het eerst geldig gepubliceerd in 1927 door Aurivillius.